# Oeciaconus dyoceragaster
Oeciaconus dyoceragaster är en mångfotingart som beskrevs av Hoffman 1979. Oeciaconus dyoceragaster ingår i släktet Oeciaconus och familjen Dalodesmidae. Inga underarter finns listade i Catalogue of Life.